# Pietro Camporese

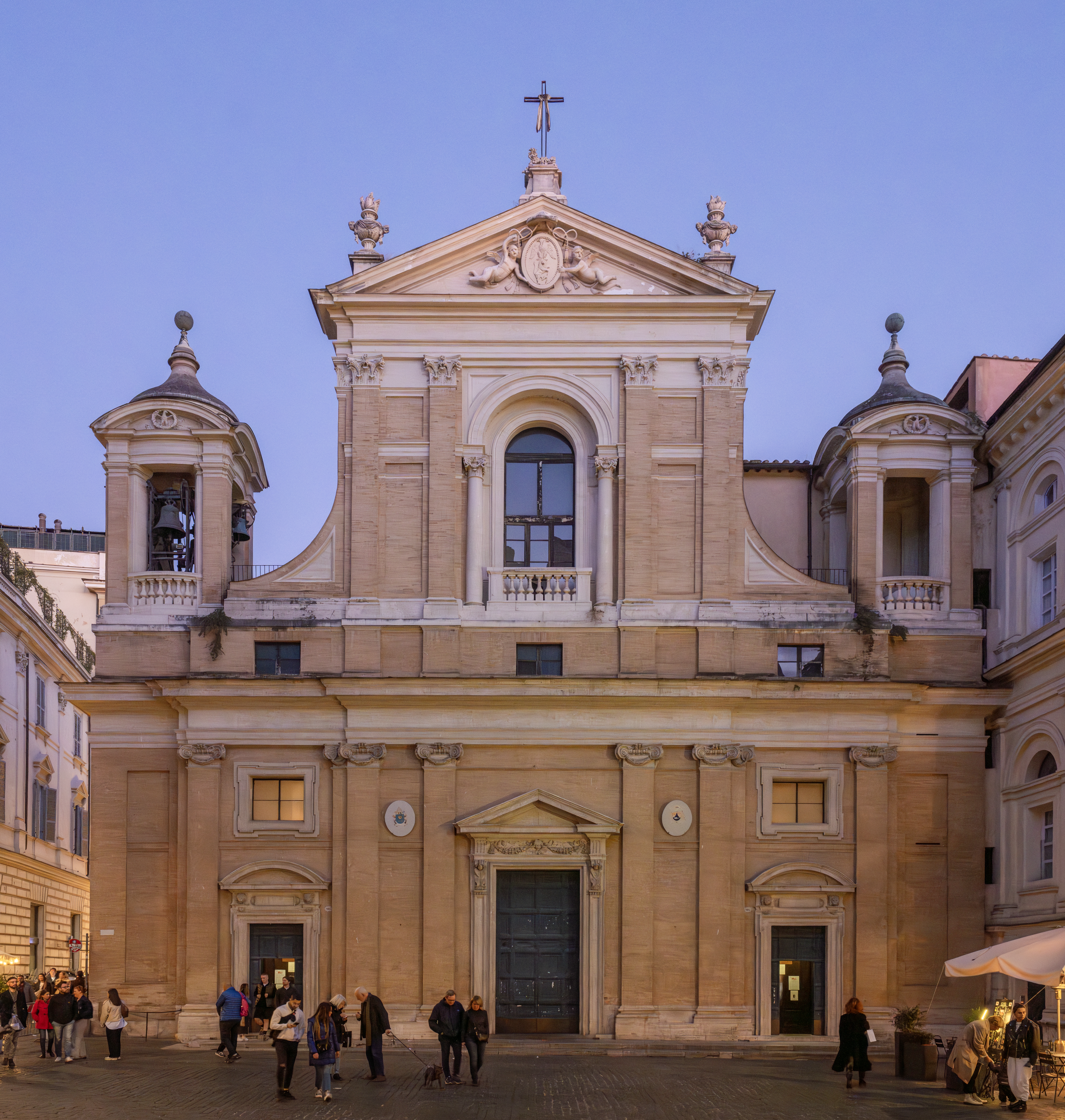
S. Maria in Aquiro

Pietro Camporese (1726 - 1781 w Rzymie) włoski architekt tworzący w nurcie klasycyzmu.

## Projekty
Do jego głównych dzieł zaliczamy między innymi:
- fasada Chiesa di Santa Maria in Aquiro w Rzymie
- fasada Collegio Germanico
- kościół Santa Brigida przy Campo de' Fiori w Rzymie